# Gerd Kelbling
Gerd Kelbling (Salzbrunn (Silezië), 12 juni 1915 – Dießen am Ammersee, 9 juni 2005) was een Duits militair. Hij was Kapitänleutnant en commandant van de U 593 bij de Kriegsmarine tijdens de Tweede Wereldoorlog.

## Zijn loopbaan
Gerd Kelbling begon zijn loopbaan bij de Duitse Marine in april 1934. Hij diende vervolgens enkele jaren op verschillende mijnenvegers. In januari 1941 werd hij overgeplaatst naar de U-bootstrijdmacht. Na de gebruikelijke training diende hij op de U 557 als commandant-in-opleiding voor één patrouille.
In oktober 1941 kreeg hij het bevel over de U 593 en vertrok voor de eerste maal op 2 maart 1942 op patrouille vanuit Kiel. Hij kwam na 27 dagen van zijn eerste patrouille in Saint-Nazaire op 28 maart aan waar hij de dag daarvoor aangevallen werd door het Britse flottielje die naar de Zuid-Bretonse kust voer voor de aanvang van Operatie Chariot. Hij opereerde met deze U-boot in drie patrouilles in de Atlantische Oceaan vooraleer hij erin slaagde door te stoten langs de door de Britten bewaakte Straat van Gibraltar naar de Middellandse Zee in oktober 1942.
Daar nam hij deel aan 12 patrouilles met enkele successen vooraleer hij tot zinken werd gebracht op 13 december 1943, nadat hij 32 uren werd opgejaagd door geallieerde torpedojagers. De commandant en de gehele bemanning werden opgepikt door de geallieerde oorlogsschepen en werden krijgsgevangen genomen. De U 593 verging zonder dodelijke slachtoffers. Commandant Kelbling en zijn bemanning werden verscheidene jaren krijgsgevangen gehouden in een Canadees krijgsgevangenkamp. In september 1947 keerde Gerd Kelbling uiteindelijk terug naar Duitsland. Gerd Kelbling stierf op 9 juni 2005. Hij was bijna 90 jaar toen hij overleed.

## Zijn successen
- 9 schepen tot zinken gebracht met een totaal van 38.290 bruttoton
- 3 oorlogsschepen tot zinken gebracht met een totaal van 2.902 ton
- 1 schip beschadigd met een totaal van 4.853 bruttoton
- 1 oorlogsschip beschadigd met een totaal van 1.625 ton
- 1 schip vernietigd met een totaal van 8.426 bruttoton
- 1 oorlogsschip vernietigd met een totaal van 1.625 ton
- Het tonnage tot zinken gebrachte schepen - 57.721 ton

## Militaire loopbaan
- Fähnrich zur See: 1 juli 1935
- Oberfähnrich zur See: 1 januari 1937
- Leutnant zur See: 1 april 1937
- Oberleutnant Zur See: 1 april 1939
- Kapitänleutnant: 1 september 1941[1]

## Decoraties
- Ridderkruis van het IJzeren Kruis op 19 augustus 1943 als Kapitänleutnant en Commandant van de U-593[1][2][3]
- IJzeren Kruis 1939, 1e Klasse (29 augustus 1940)[4] en 2e Klasse (31 mei 1940)[1][4]
- Mijnenveger-Oorlogsinsigne op 3 december 1940[1][4]
- Onderzeebootfrontgesp 1939 op 30 maart 1942[4]
- Onderzeebootoorlogsinsigne op 30 maart 1942[1]
- Dienstonderscheiding van Leger en Marine op 8 april 1938[1][5]

## U-boot-commando
- U 593: 23 oktober 1941 - 13 december 1943 - 16 patrouilles (samen 338 dagen)